# Gileppestuwdam
De Gileppestuwdam (Frans: barrage de la Gileppe) is een stuwdam in de Belgische provincie Luik, in de gemeenten Jalhay en Baelen. De toevoer van water wordt verzekerd door de in de Hoge Venen ontspringende Gileppe.
De dam is bereikbaar via de N629 en de N629a.

## Dammuur
De oorspronkelijke muur was de oudste betonnen stuwdammuur van Europa. Het complex werd op 28 juli 1878 door koning Leopold II officieel geopend. De wateropnamecapaciteit van het stuwmeer bedroeg toen 13 miljoen m³, met een oppervlakte van 86 ha. Het oorspronkelijk doel van de stuwdam was het voorzien in bruikbaar water voor de textielindustrie in de omgeving van Verviers.

## Verhoging
In de periode 1968-1971 werd de dam met meer dan 10 m verhoogd. Sindsdien bedraagt de capaciteit van het meer 26,5 miljoen m³ bij een oppervlakte van 130 ha. Samen met de Vesderstuwdam te Eupen voorziet het meer heden ten dage in drinkwater.

## Elektriciteitscentrale
Een hydro-elektische centrale werd geïnstalleerd die de energie van het waterverval van 42,9 meter en het debiet van gemiddeld 76.300 m³/dag gebruikt. Twee Francisturbines drijven elk een generator van 320 kW aan. De centrale levert een jaarlijkse productie van elektriciteit van 3.300.000 kWh.

## De leeuw
Het belangrijkste kenmerk van de dam is een 13,5 meter hoge en 130 ton zware leeuw uit zandsteen, een beeldhouwwerk van Félix Bouré. De leeuw staat boven op de dammuur en werd zo neergezet zodat hij trots uitkijkt in de richting van de slechts 5 kilometer verwijderde grens met het toenmalige Pruisen (Eupen).

## Uitkijktoren
Aan het meer is een uitkijktoren van 77,6 m hoog (met lift) gebouwd. Vanuit het bovenplatform is de omgeving van de stuwdam en het Hertogenwoud te zien.

## Afbeeldingen

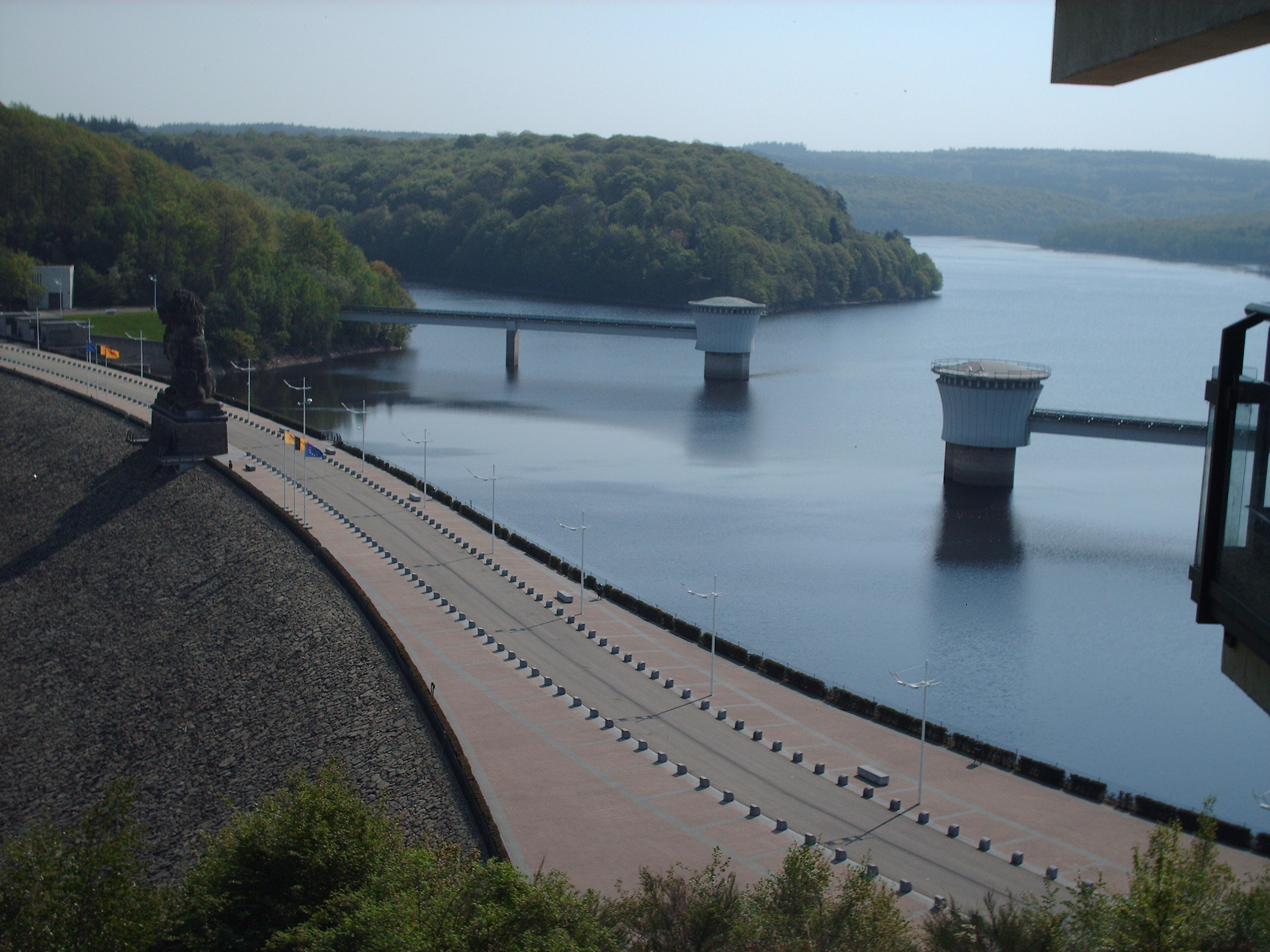
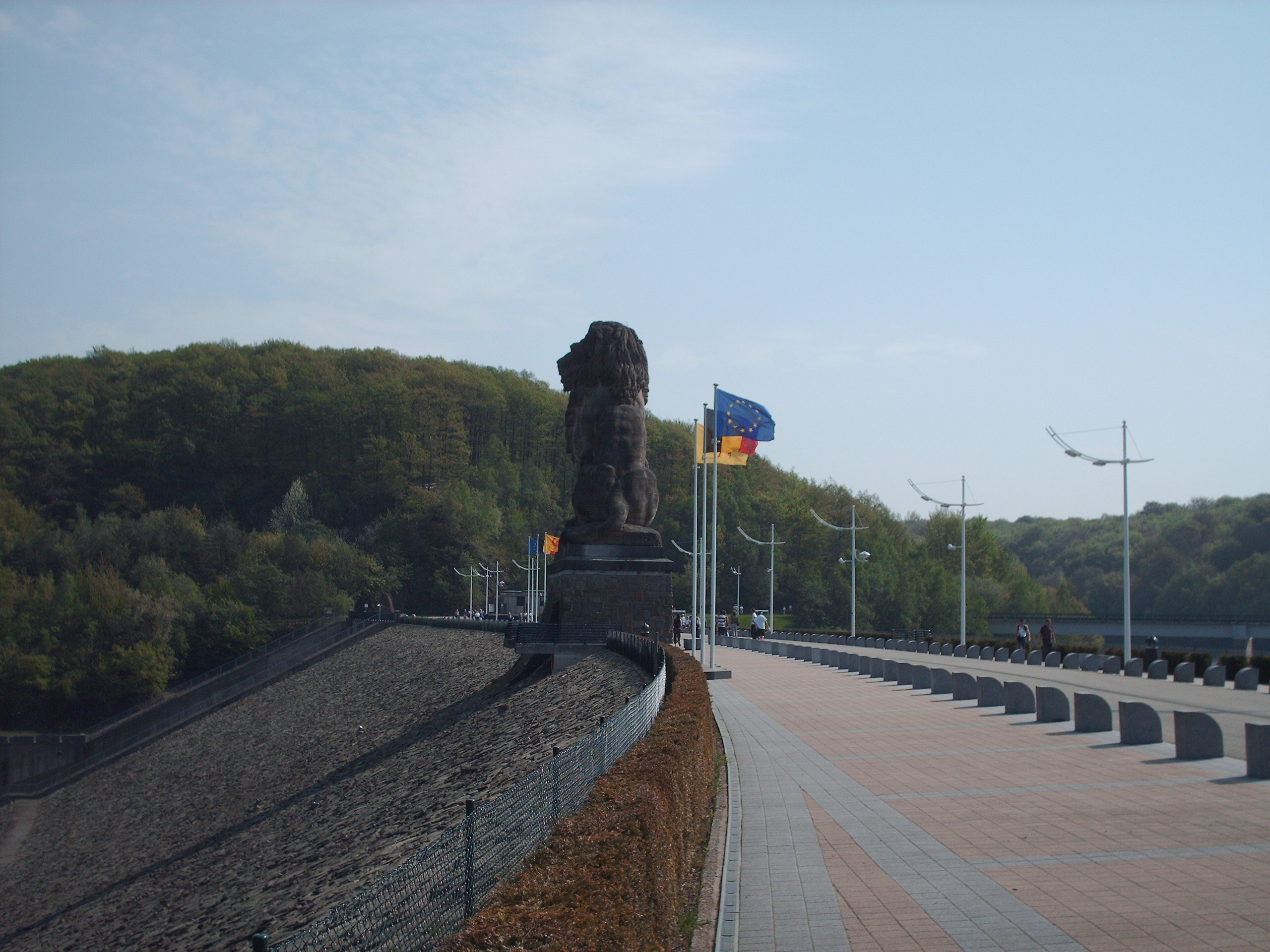
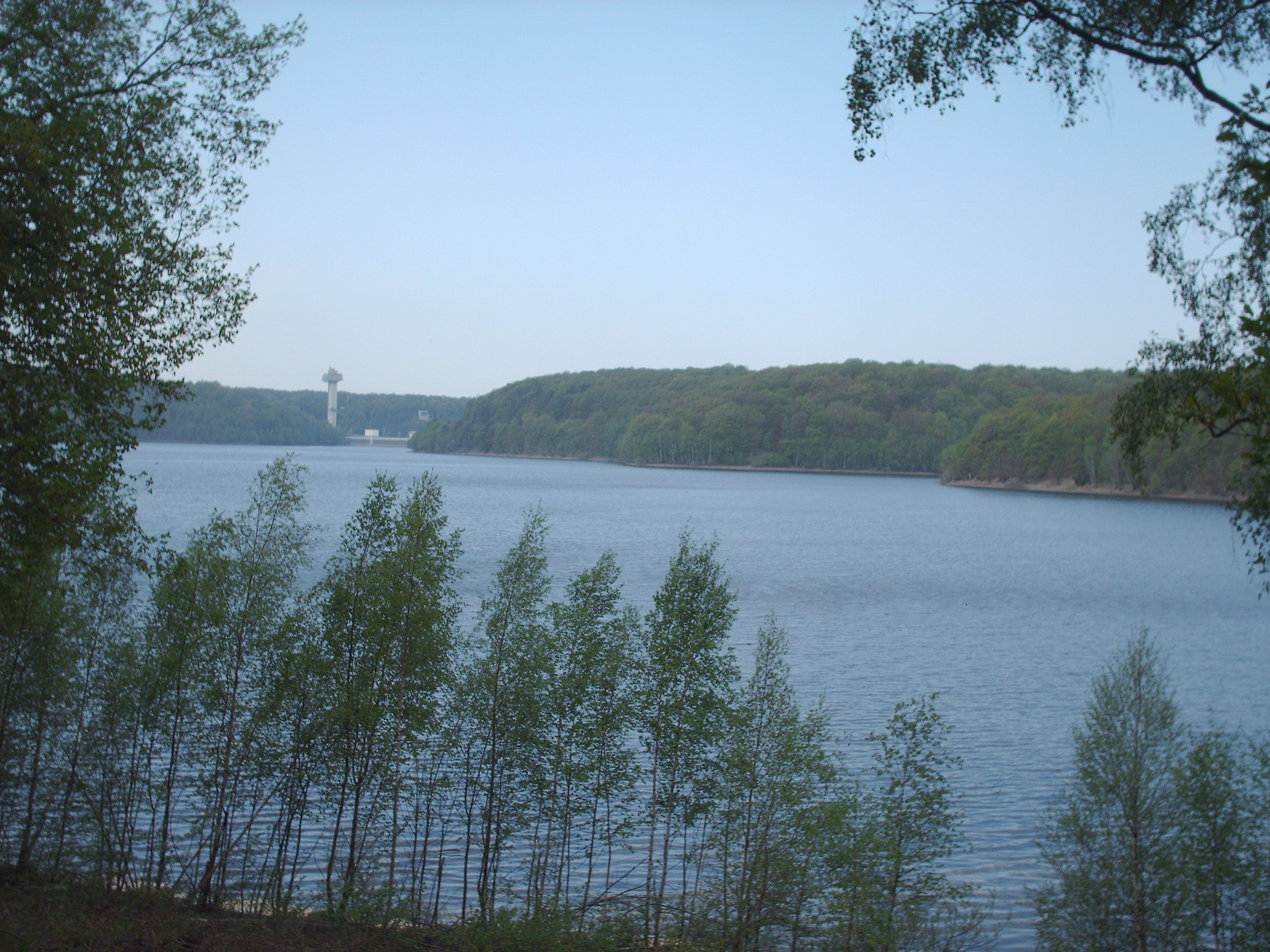
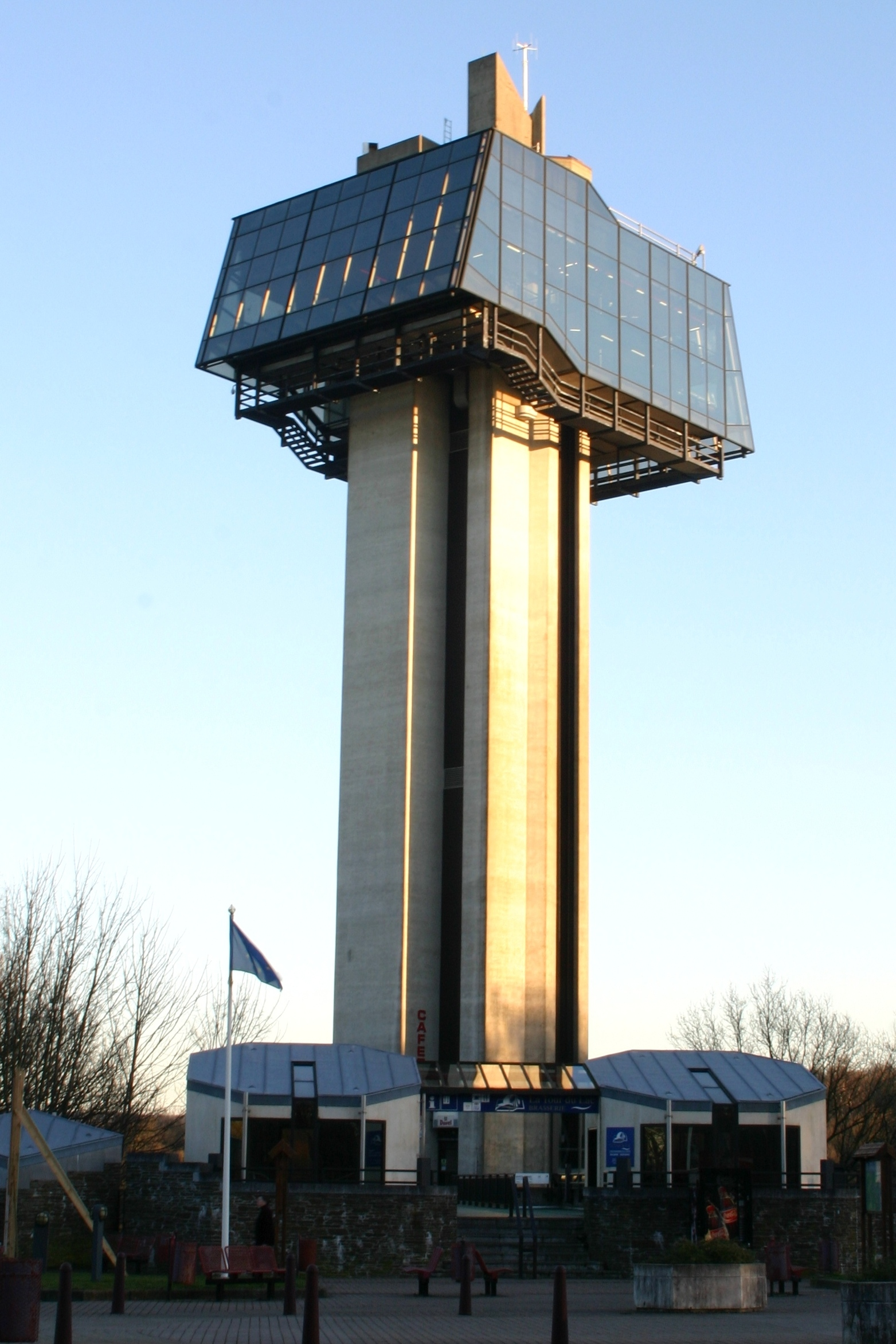